# بزسو
بزسو (به ازبکی: Boʻzsuv) یک منطقهٔ مسکونی در ازبکستان است که در ناحیه ینگی‌یال واقع شده‌است. بزسو ۳٬۶۷۳ نفر جمعیت دارد.